# Renato Raimo
Renato Raimo (San Severo, 5 maggio 1963) è un attore italiano. https://www.e-talenta.eu/members/profile/renato-raimo

## Biografia
Attore eclettico,  si muove con disinvoltura tra Teatro, Fictions, Cinema e Spot di brands nazionali e internazionali. 
Ha interpretato vari ruoli in diverse fiction Rai: da Il Paradiso delle Signore, Mare Fuori, Fosca Innocenti, Che Dio ci Aiuti, Don Matteo, Un Posto al Sole, Medicina Generale, Ho sposato uno sbirro a, Commissario Manara, Eravamo solo Mille. Grande successo di popolarità gli arriva interpretando il personaggio di Mauro Zanasi nella serie televisiva CentoVetrine dal 2011 al 2016.
Autore, regista e interprete di molti suoi spettacoli, porta in scena "L'Altro Giacomo" dedicato alla figura del grande maestro Giacomo Puccini. Lo spettacolo in tour dal 2021 in Italia e all'estero, nel 2024 è stato patrocinato e prodotto dalla Comitato Governativo per le Celebrazioni del Centenario della morte di Giacomo Puccini, dalla Presidenza della Regione Toscana e gli è valso il "Premio Pinocchio 2024". Raimo diffonde dal 2014 la cultura del Green_Theatre portando il teatro in location particolari, ritrovando la giusta intimità tra l'attore e e il suo pubblico. Nel 2015, in occasione del centenario della prima guerra mondiale, porta in scena il suo "Silenzi di Guerra", riconosciuto nel 2016 dal Consiglio dei Ministri come "spettacolo di interesse nazionale e inserito ufficialmente nelle celebrazioni delle manifestazioni commemorative sul centenario della prima guerra mondiale.  
Le edizioni Argo di Roma pubblicano il libro dello spettacolo dal titolo "Silenzi di Guerra", da un'idea di Renato Raimo". Per lo spettacolo gli viene assegnato il premio internazionale per l'arte Apoxiomeno (Pisa, 2016).
Nel 2016 porta in scena "Spogliati nel Tempo" - ovvero com'è cambiato il modo di dire TiAmo da Mozart a WhatsApp - spettacolo selezionato dalla Associazione Dante Alighieri di Monaco a chiudere la XVIII settimana della lingua e cultura Italiana nel Mondo - (Theatre des varietes - Montecarlo, 20 ottobre 2018)
Direttore Artistico, Conduttore di Eventi.
Tutor a Detto Fatto su Rai 2 dal 2019.

## Filmografia

### Televisione
- Carabinieri 4, Elisabetta Marchetti (2004)
- Sottocasa, di registi vari (2006)
- Don Matteo 5 - episodio Sogno spezzato, regia di Elisabetta Marchetti (2006)
- Carabinieri 6, regia di Sergio Martino e Raffaele Mertes (2006)
- Medicina generale, regia di Renato De Maria (2007)
- Carabinieri 7, regia Raffaele Mertes (2007)
- Eravamo solo mille, regia di Stefano Reali (2007)
- La squadra 8, regia di Cristiano Celeste (2007)
- Un posto al sole d'estate, terza stagione - Rai 3 - Ruolo: Sergio Keller (2008)
- Ho sposato uno Sbirro, seconda stagione - Rai1 - Ruolo: Siniscalchi (2010)
- Commissario Manara - seconda stagione - regia Luca Ribuoli - Rai 1 - Ruolo: Francesco (2010)
- CentoVetrine - registi vari - soap opera - Canale 5 - Ruolo: Mauro Zanasi (2011, 2016)
- Che Dio ci Aiuti - terza stagione - regia Francesco Vicario Ruolo: Edoardo il cognato di Suor Angela (2014)
- Don Matteo 9 - regia Luca Ribuoli - Rai 1 - (2015)
- Un posto al sole - registi vari - soap opera - Rai 3 - Ruolo: Massimo Cangiano (2019)
- Fosca Innocenti - seconda stagione, regia di Giulio Manfredonia - serie TV, episodio 2x01 (2023)
- Mare fuori, regia di Ivan Silvestrini - serie TV, episodio 3x06 (2023)
- Il Paradiso delle Signore 8 - serie TV

### Cinema

#### Attore
- Doppionodo, regia di Serena Forghieri e Cecilia Irene Massaggia - cortometraggio (2010)
- Scusa ma ti voglio sposare, regia di Federico Moccia (2010)
- L'aquilone di Claudio, regia di Antonio Centomani (2015)
- L'amore rubato, regia di Irish Braschi (2016)
- Cerco le parole, regia di Roberta Mucci - cortometraggio (2018)

#### Regista
- Sulle ali della Vespa - cortometraggio (2020)

## Palcoscenico
- L'Altro Giacomo - di renato Raimo e Kris B. Writer (2021)
- Spogliati nel Tempo - di Renato Raimo e Isabella Turso (2017,2019)
- Silenzi di Guerra di Renato Raimo (2015,2016)
- Le Allegre Comari di Windsor di W. Shakespeare (2013)
- Controvento, storia a passo variabile dell'uomo che creò la Vespa (2012,2013)
- Il Mercante di Venezia di W. Shakespeare (2012)
- Campo de Fiori (2012) di R. Laganà
- Provaci Ancora Sam di W. Allan (2012)
- La Ragione degli Altri di L. Pirandello (2011)
- L'Avaro di J.B. Molière (2010)
- La Locandiera di C. Goldoni (2009)
- Arsenico e Vecchi merletti (2008)
- Gli Innamorati di C.Goldoni (2007)
- The Importance di O- Wilde (2006)
- Le Femmes Savant di J.B. Molière (2004)
- Black Comedy  (2004)
- Non ti conosco più (2000)
- Sogno di una notte di mezza estate  di W. Shakespeare (1999)
- Trenta secondi di amore (1988)
- La favola del figlio cambiato di L. Pirandello (1997)

## Televisione
- Tutor a Detto Fatto (2019-2022)

## Direzione Artistica
- Festival INTERNAZIONALE della ROBOTICA Direzione Artistica (2017/2018)
- Arpa D'Estate - Evento artistico - Direzione Artistica e Conduttore (2021-2024)
- 160º Anniversario Consolato del Principato di Monaco a Firenze - Evento Diplomatico e Artistico. Direttore Artistico e Conduttore (2023)
- Associazione Culturale Green_Theatre - Direzione Artistica

## Spot pubblicitari
- Spot Ariete Friggitrice ad Aria (2024)
- Spot Gargano il mio luogo del cuore (2023)
- Spot GRISPORT (2022)
- Spot Elisir SANMARZANO (2020)
- Spot Ariete Idea Geniale DUETTO (2019)
- Spot Ariete Idea Geniale GRATÌ (2017)
- Spot Mutti - MUTTI DATTERINI (2016)
- Spot Ariete Idea Geniale VETRELLA (2015)
- Spot Grimaldi Line (2014)
- Spot Grissin Bon (2012)
- Spot BENACTIV GOLA (2011)
- Spot Coca-Cola celebrativo regia Giuseppe Tornatore. (2010)
- Spot H3G - regia Giovanni Veronesi (2007)

## Riconoscimenti
- Premio Pinocchio sezione Mangiafuoco - Premio / L'Altro giacomo (Spettacolo dedicato a Giacomo Puccini) - 2024
- Premio Cultura e Arti Performative - Teatro (Italia) - Premio / L'ALTRO GIACOMO (Spettacolo dedicato a Giacomo Puccini) - 2023
- Premio Pegaso Alato – Regione Toscana per lo Short Movie "Sulle Ali della Vespa" (regia film 2020)
- Premio Arte Cultura e Spettacolo Città di Firenze – Estate Fiorentina (2019)
- Premio Alla Carriera "Festival Tutti i colori dell'Arte" Bari  (2019)
- Premio FIDEC Miglior Short Movie – Festival di Chianciano – Premio per Protagonista CERCO le PAROLE (2018)
- MISFF 69ª Edizione: Menzione d'Onore Miglior Attore – Premio per Protagonista CERCO le PAROLE (2018)
- Premio "MASSIMO TROISI" Marefestival Salina (2017)
- Premio "APOXIOMENO" per l'Arte – Pisa (2016)
- Premio "Renzo Montagnani" – Firenze (2016)
- Premio VIGATA – Miglior Spettacolo (2004)
- Premio TORRE di CARLO V – (2004)